# Ascosphérose
L'ascosphérose, autrement appelé « Mycose du couvain » ou encore « couvain plâtré ou calcifié », est une infection des larves de l'abeille mellifère (Apis mellifera) ou de l'abeille Xylocopa augusti par le champignon Ascosphaera apis. Celui-ci entre dans son hôte par ingestion  de spores, puis se développe dans l'intestin avant d'atteindre la peau de la larve qu'il tapisse d'un duvet blanc qui finit par se dessécher en donnant un aspect de momie et par s’effriter avec la consistance de la craie, la larve restant blanche ou virant au noir en cas de sporulation du champignon.
Le diagnostic de cette maladie est la plupart du temps facile, car ces larves momifiées sont retrouvées devant la ruche, extraites et accumulées par les abeilles. Des facteurs abiotiques tels que des températures basses et un climat humide favorisent l’apparition et le développement du parasite,. En revanche une température supérieur à 30°C inhibe le développement du champignon, sans tuer les spores susceptibles de germer dans des larves une fois les conditions favorables.